# British Hard Court Championships 1974
British Hard Court Championships 1974, також відомий за назвою спонсора як Rothmans British Hard Court Championships, - чоловічий і жіночий тенісний турнір, що проходив на відкритих кортах з ґрунтовим покриттям The West Hants Club у Борнмуті (Англія). Чоловічі змагання проходили в рамках Grand Prix і належали до категорії B class. Тривав з 20 до 26 травня 1974 року. Іліє Настасе і Вірджинія Вейд здобули титул в одиночному розряді.

## Фінальна частина

### Чоловіки. Одиночний розряд
Іліє Настасе —  Паоло Бертолуччі 6–1, 6–3, 6–2

### Одиночний розряд. Жінки
Вірджинія Вейд —  Джулі Гелдман 6–1, 3–6, 6–1

### Парний розряд. Чоловіки
Хуан Хісберт /  Іліє Настасе —  Коррадо Барадзутті /  Паоло Бертолуччі  6–4, 6–2, 6–0

### Парний розряд. Жінки
Джулі Гелдман /  Вірджинія Вейд —  Патті Гоган /  Шерон Волш 6–2, 6–2